# Comando

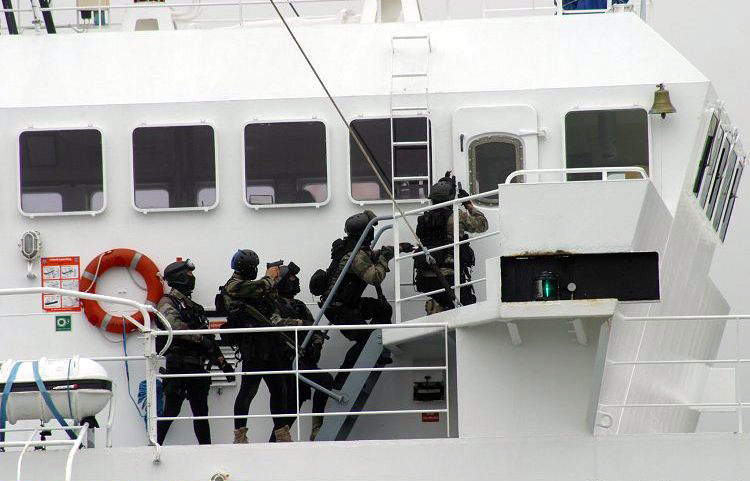
Trupe de comando într-un asalt demonstrativ pe mare la bordul navei de sprijin Alcyon în timpul festivalului maritim "Brest 2004" (iulie 2004)

Comando (din franceză commando) este o formație militară cu efectiv mic special instruită pentru misiuni speciale, acționând izolat. Comandourile pot fi constituite din trupe de cercetare-diversiune sau din formațiuni paramilitare și au ca principale procedee de acțiune: ambuscada, diversiunea și sabotajul. De obicei comandourile sunt desantate sau parașutate.